# サッカーイスラエル女子代表
サッカーイスラエル女子代表（サッカーイスラエルじょしだいひょう）は、イスラエルサッカー協会(ヘブライ語: ההתאחדות לכדורגל בישראל、英: Israel Football Association, 略称：IFA)によって編成されるサッカーのナショナルチーム。欧州サッカー連盟(UEFA)に所属している。
公式な代表が結成されたのは1997年と、イスラエルがアジアサッカー連盟(AFC)を脱退した後だったため、FIFAワールドカップアジア予選やAFCアジアカップに出場していた男子代表と異なり、アジアのチームとしてAFC女子アジアカップなどに出場したことはない。
女子ワールドカップ、オリンピックともに出場はない。

## ワールドカップの成績
代表が結成された1997年以降の成績を記す。
- 1999 - 予選敗退
- 2003 - 予選敗退
- 2007 - 予選敗退
- 2011 - 予選敗退

## オリンピックの成績
代表が結成された1997年以降の成績を記す。
- 2000 - 予選敗退
- 2004 - 予選敗退
- 2008 - 予選敗退
- 2012 - 予選敗退

## UEFA欧州女子選手権の成績
代表が結成された1997年以降の成績を記す。
- 1997 - 不参加
- 2001 - 不参加
- 2005 - 予選敗退
- 2009 - 予選敗退
- 2013 -

## FIFAランキング
- 最新順位 - 70位(2024年8月)
- 初登場 - 71位(2003年7月)
- 最高順位 - 53位(2017年5月)
- 最低順位 - 76位(2022年5月)

出典: FIFA Women's Ranking

## 選手
- シルヴィ・ジャン（英語版） (代表最多得点選手)